# Pontón (Viana del Bollo)
Pontón es un lugar situado en la parroquia de Pinza, del municipio español de Viana del Bollo, en la provincia de Orense, Galicia.

## Demografía
| Gráfica de evolución demográfica de Pontón entre 2000 y 2023 |
|                                                              |
| Datos según el nomenclátor publicado por el INE.             |